# Adomerus biguttatus

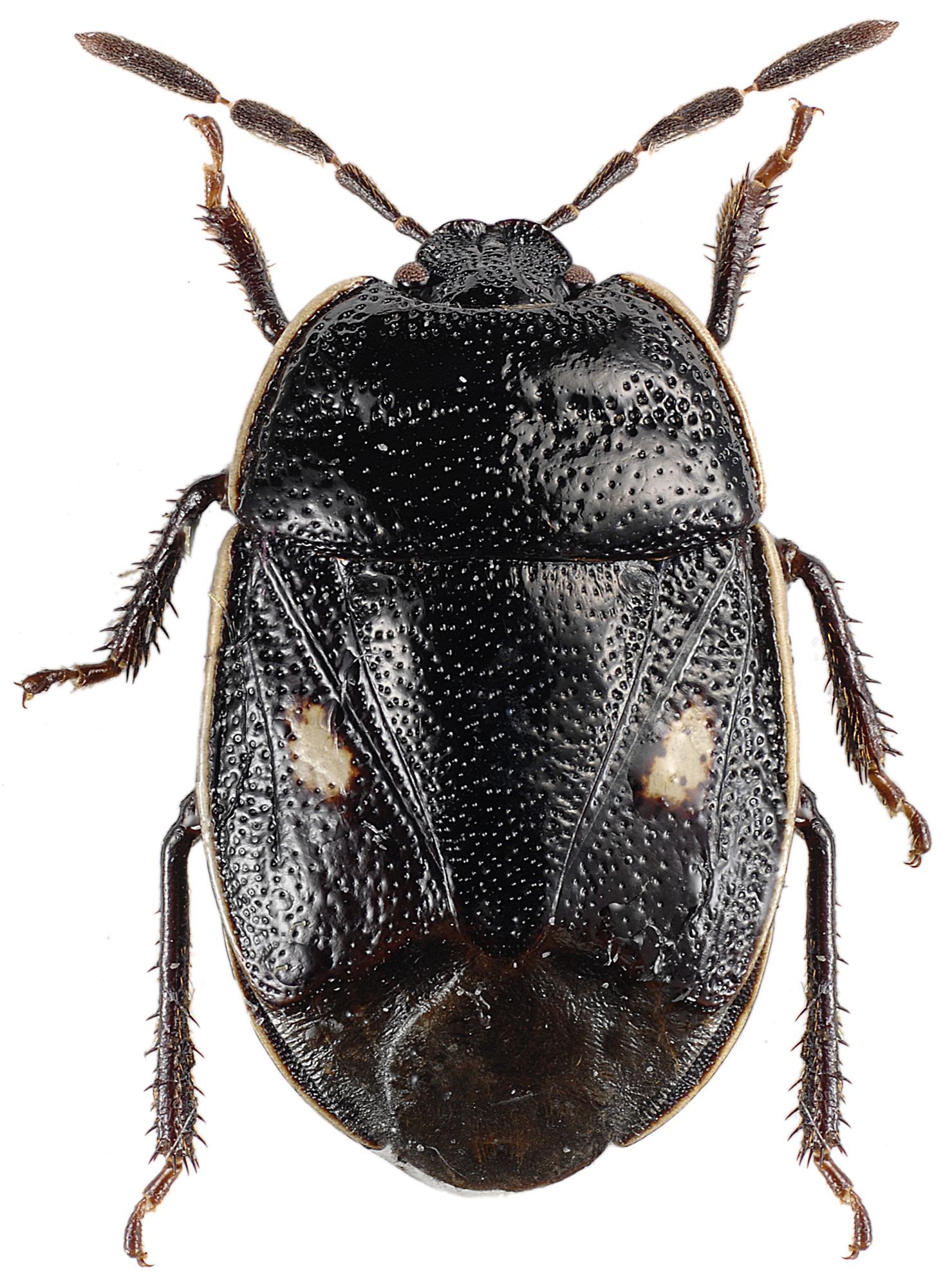
Präparat

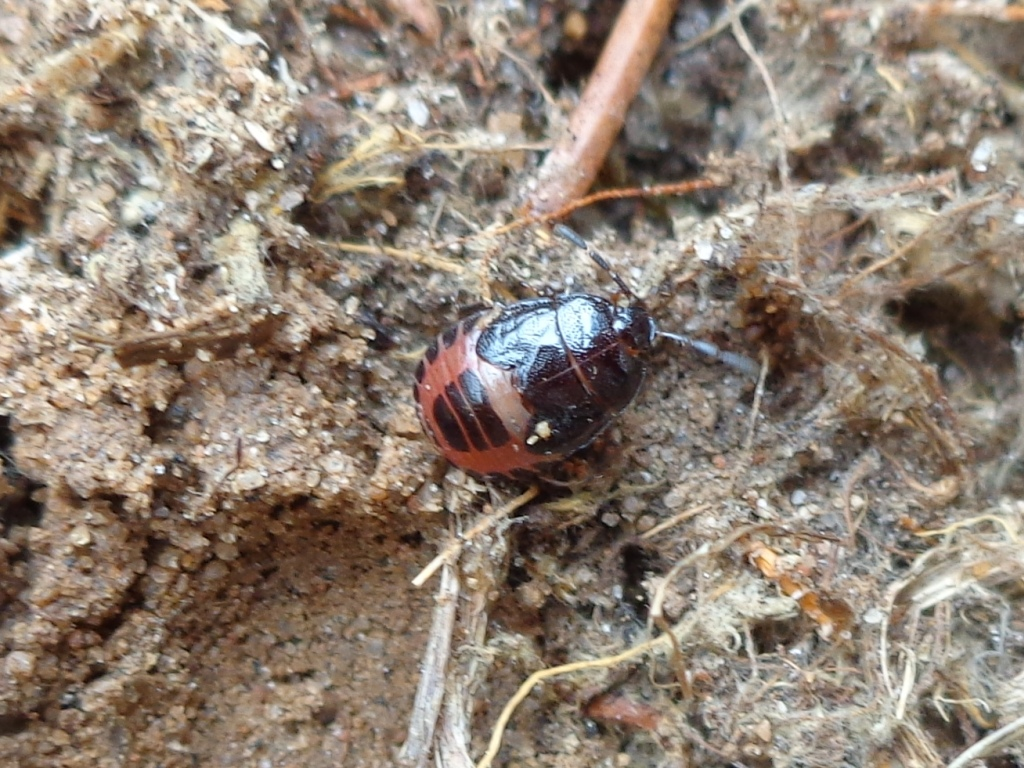
Nymphe von Adomerus biguttatus

Adomerus biguttatus (Syn.: Sehirus biguttatus), auch Wachtelweizen-Erdwanze genannt, ist eine Wanze aus der Familie der Erdwanzen (Cydnidae).

## Merkmale
Die Wanzen werden 5,5 bis 7,4 Millimeter lang. Sie sind glänzend schwarz gefärbt, mit blass-gelbem Seitenrand am Pronotum und den Flügeln. Sie tragen außerdem zwei ebenso gefärbte Flecken auf dem Corium der Hemielytren.

## Verbreitung und Lebensraum
Die Art ist von Nordafrika über den gesamten Mittelmeerraum, nördlich bis nach Skandinavien und östlich bis in den Osten Sibiriens und nach China verbreitet. In Mitteleuropa kommt die Art überall vor, wird aber wegen der verborgenen Lebensweise selten entdeckt. Sie lebt in verschiedenen offenen bis halbschattigen Lebensräumen und stellt keine Ansprüche an Feuchtigkeitsgehalt und Art des Bodens. Man findet sie in Mitteleuropa in den Mittelgebirgen auch in höhere Lagen, in den Alpen bis etwa 2000 Meter Seehöhe.

## Lebensweise
Die Tiere leben am Boden unter Wachtelweizen (Melampyrum), wie etwa Acker-Wachtelweizen (Melampyrum arvense) Wiesen-Wachtelweizen (Melampyrum pratense) und Hain-Wachtelweizen (Melampyrum nemorosum), seltener auch unter Klappertöpfen (Rhinanthus). Während der Paarungszeit im April, aber insbesondere auch im Mai kann man die Tiere auch in der Krautschicht und auf Gehölzen finden. Die adulten Wanzen überwintern in  Bodenstreu, Totholz oder Moospolstern, häufig in der Streu unter Besenheide (Calluna) und Heidelbeeren (Vaccinium). Die Weibchen kann man beim Bewachen ihrer Eigelege, die aus etwa 30, bis maximal 60 Eiern bestehen im April und Mai beobachten, die Nymphen treten von Juni bis September auf. Adulte Tiere der neuen Generation kann man ab Juli oder August finden.

## Belege